# Peter Munk
Peter Munk, född 1 mars 1949, död 4 mars 2007 i Helsingborg, Skåne län (Skåne), var en cancersjuk svensk man som under 2006 propagerade för att införa aktiv dödshjälp i Sverige. Han hade planerat att begå självmord efter att först ha haft en avskedsfest med sina vänner. I slutet av januari 2007 blev dock hans tillstånd sämre och han avled helt naturligt, 58 år gammal, den 4 mars 2007.